# Kleppe
Kleppe är en kyrkby som utgör centralort i Klepps kommun i Rogaland fylke i västra Norge. Orten ingår i den sammanväxta tätorten Kleppe/Verdalen och ligger vid fylkesväg 44, där denna möter fylkesväg 510. Här finns Klepps kyrka.

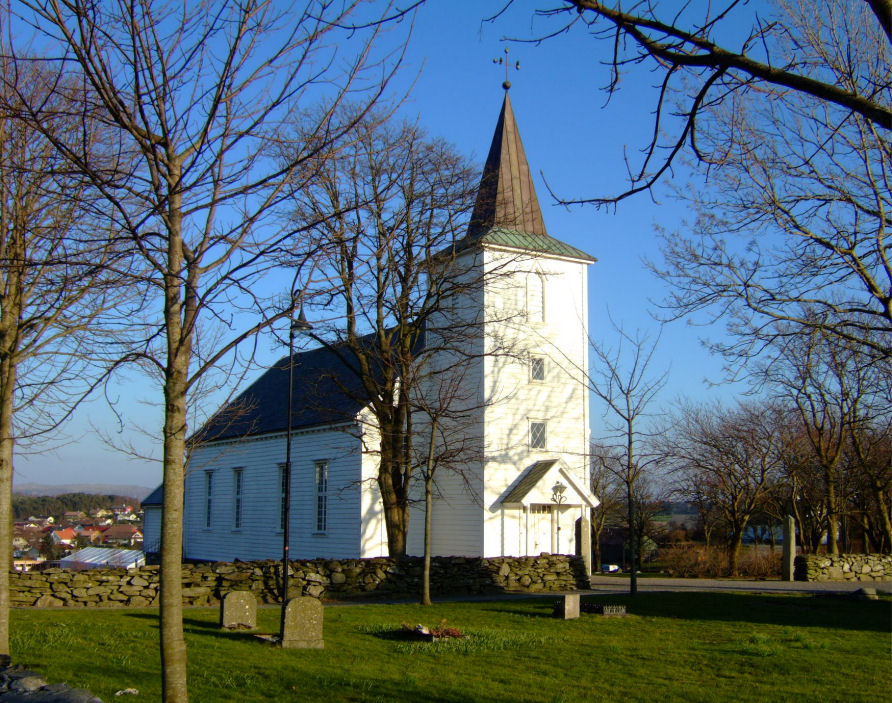
Klepps kyrka.